# A Girl's Folly
A Girl's Folly er en amerikansk stumfilm fra 1917 instrueret af Maurice Tourneur.

## Medvirkende
- Robert Warwick som Kenneth Driscoll.
- Doris Kenyon som Mary Baker.
- June Elvidge som Vivian Carleton.
- Jane Adair som Mrs. Baker.
- Chester Barnett som Johnny Applebloom.